# コーヒーショップで
｢コーヒーショップで｣は、1973年5月25日にキャニオンレコードから発売されたあべ静江のデビューシングル。

## 概要
キャニオンレコードの社長であった石田達郎が阿久悠の仕事場へやって来て、「名古屋の人気DJの作詞を頼む」と言ったとき、たまたま阿久が、当時創作上の悩みを抱えていた三木たかしと雑談中だったので、「その仕事、たかしちゃんとやらせて貰えますか」と打診したところ、石田は他の作曲家に依頼するつもりだったが「おう、たかしちゃん」で決まった。
阿久はあべ静江本人には会っておらず、写真だけでイメージして詩を作ったが、前年にヒットした「学生街の喫茶店」の影響を受けたという。
あべはこの楽曲で、「フリージアの香り」というキャッチ・フレーズでデビュー。累計売り上げは約28万枚を記録し、自身最大のヒットとなった。1973年12月末に放映された「第15回日本レコード大賞」の新人賞をはじめ、同年の音楽賞レースで数々の新人賞を獲得した。

## 収録曲
- 全曲作詞：阿久悠／作曲：三木たかし／編曲：馬飼野俊一

### Side:A
1. コーヒーショップで（3分00秒）

### Side:B
1. ひまわり（2分56秒）